# اشکالون
اشکالون، روستایی از توابع بخش زارچ شهرستان یزد در استان یزد ایران است.

## جمعیت
این روستا در دهستان اله‌آباد قرار دارد و براساس سرشماری مرکز آمار ایران در سال ۱۳۸۵،